# سن لئو
سن لئو (به ایتالیایی: San Leo) یک کومونه در ایتالیا است که در استان ریمینی واقع شده‌است.

## خصوصیات
سن لئو ۵۳٫۳ کیلومترمربع مساحت و ۲٬۹۹۸ نفر جمعیت دارد و ۵۸۹ متر بالاتر از سطح دریا واقع شده‌است.

## خواهرخوانده
شهر سان مارینو خواهرخواندهٔ سن لئو هست.